# Acronicta wanda
Acronicta wanda là một loài bướm đêm trong họ Noctuidae.